# Иловая карта
Иловая карта (иловые карты) — спланированные ограждённые участки земли для сушки ила (осадков) очистных сооружений.
На последних этапах очистки вод на очистных сооружениях образуется слой ила. На иловых картах осадки обезвоживаются естественным путём или с помощью дренажа. После сушки ила на иловых картах твёрдые осадки необходимо собирать для повторного использования участков. Однако часто несоблюдение технологии приводит к загрязнению рек и озёр.

## Обслуживание иловых карт
Подсушенный ил можно использовать в качестве удобрения.
Для ускорения сушки иловых карт можно использовать различные устройства для сушки.